# アルピナ・D3ビターボ
D3ビターボ（D3 BITURBO）は、ドイツの自動車メーカーアルピナ（Alpina Burkard Bovensiepen GmbH&Co）が2013年9月に発売したセダンおよびステーションワゴンタイプの高級車である。

## 概要
3シリーズをベースとし、サイズはアルピナ車では最小である。ボディそのものは3シリーズと共通であり、BMWのエンブレムも付くが、パワートレインは別設計され、大きく「ALPINA」の文字が書かれたエアロパーツやボディ側面のデコライン、専用の19インチホイールなどで差別化されている。
ボディカラーはアルピナブルー、アルピナグリーンの他、3シリーズの色すべての色、他シリーズ、廃盤カラーも選べる場合がある（標準ソリッドカラー以外オプション）。内装には標準装備のウッドとしてアルピナ専用ウッド「elm」が使われているが、オプションでピアノブラックやカーボン調、ボディ同色なども選ぶことができる。標準はコンビレザーシート（2色、3種類）。オプションのレザーシートにはダコタレザー（5色9種類）、メリノレザー（5色）、アルピナレザー（ラヴァリナレザー）（15色）の3種類から選択することができる。また、シートにひし形マークや、アルピナロゴを入れることもできる。
19インチの大径ホイール（ALPINA CLASSIC Styling III）を標準装備。タイヤはMICHELIN Pilot Sport PS2を装備し、前輪は245/35ZR19、後輪は265/35/ZR19と前後異径である。性能は0-100 km/h4.6秒、0-200 km/h17.9秒、最高巡航速度（メーカー公表値）278 km/hを誇る。
Limousineはベースが左ハンドルとなり、オプションで右ハンドルも選択可能。Touringは標準で右ハンドル。

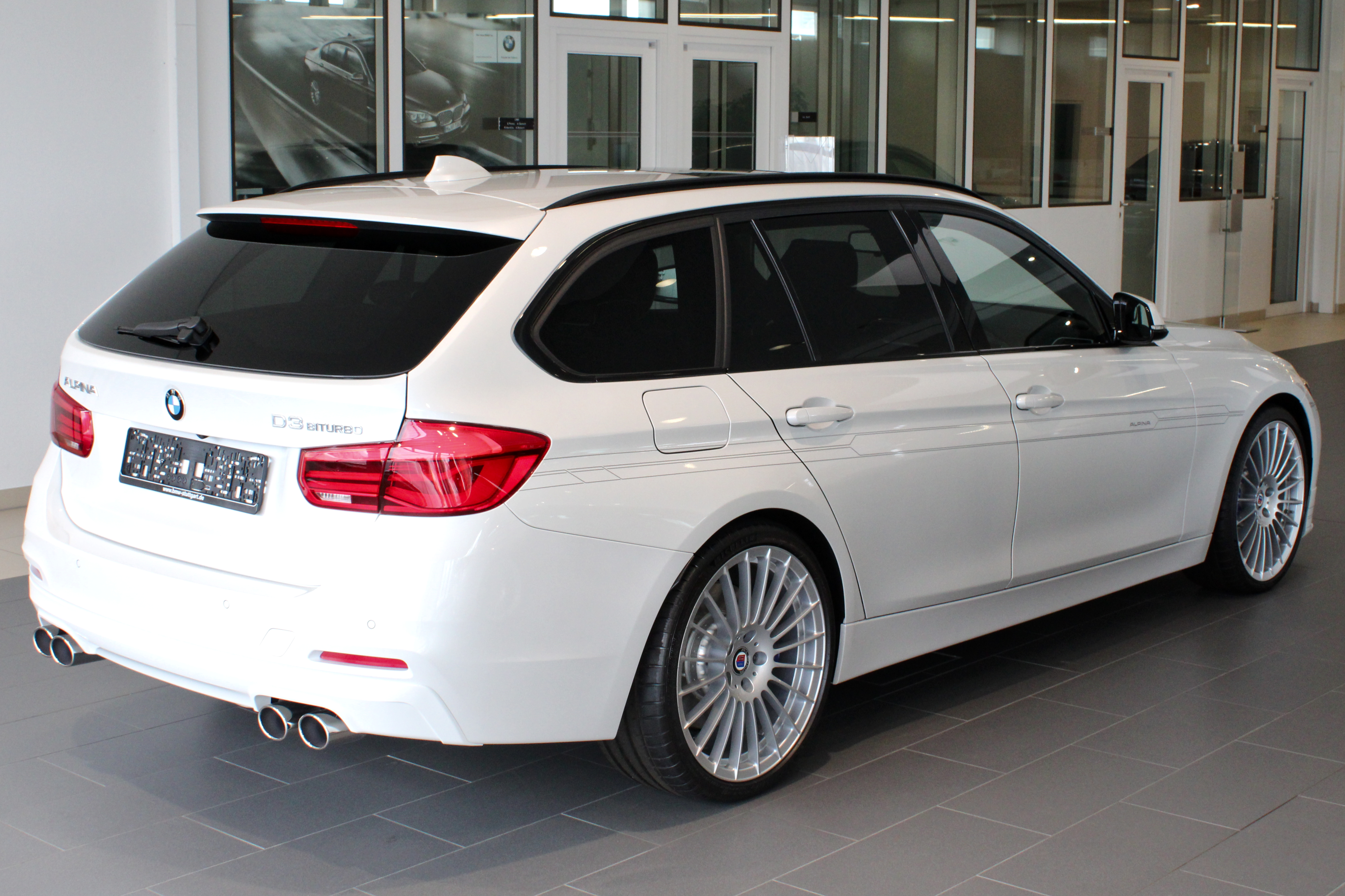
Touring リア
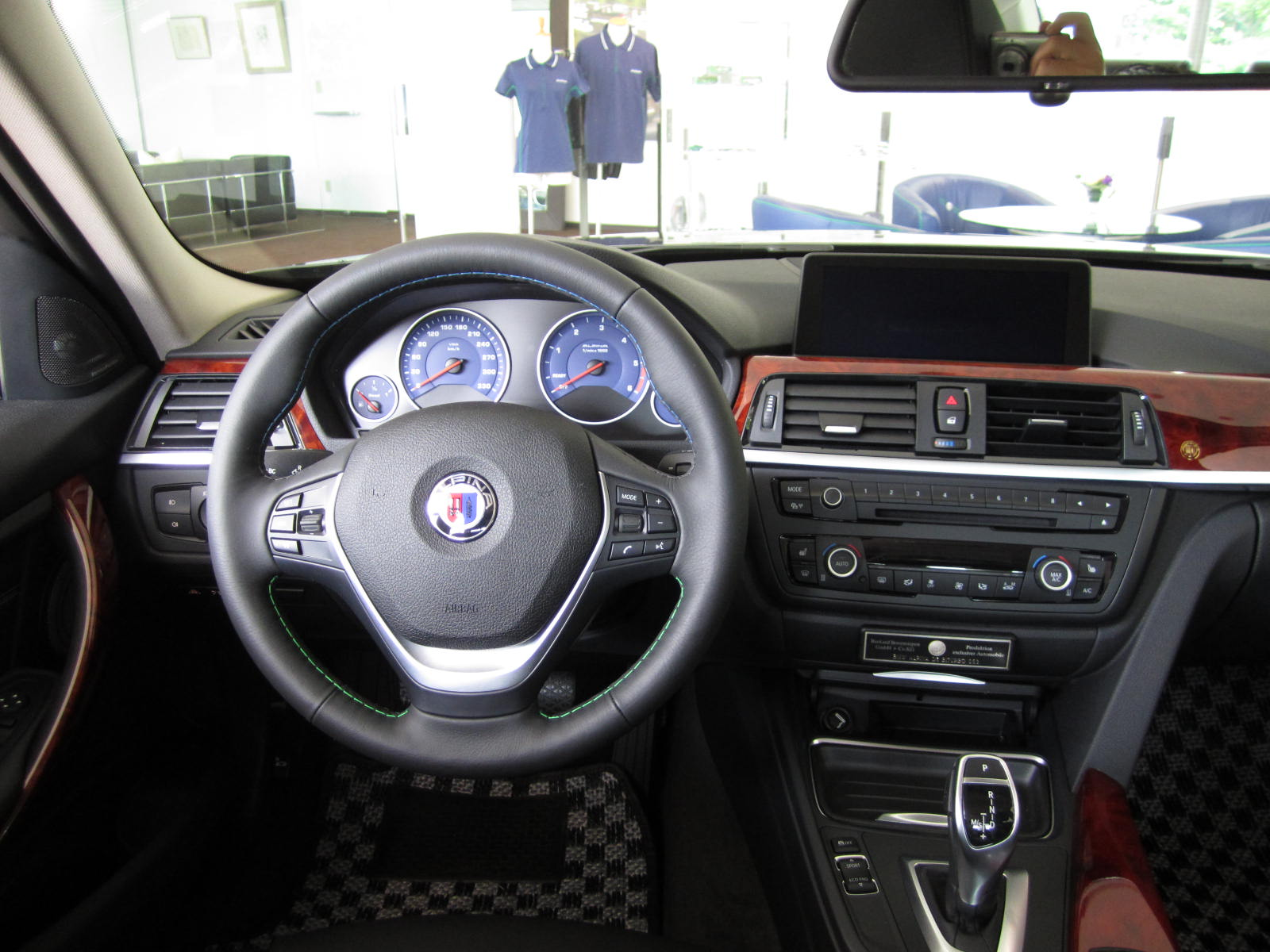
内装

## ベースモデルとの違い（F30、F31）
エンジン
ベースとなるエンジンブロックは、BMW・N57エンジンを流用しているが、DME、DSC、DTCは基本的に別プログラムである。
噴射圧2,000 barのガソリン直噴を採用するとともに、2.3 barの過給圧を発揮するギャレット製シーケンシャルツインターボを装備する。なお、セカンダリータービンはVGTを採用する。
ステアリング
- バリアブルスポーツステアリングは別プログラム。

足回り
- アイバッハ製サスペンション
- BMW製ショックアブソーバー（プログラムは専用）

トランスミッション
- ZF製8HP70 8速スイッチトロニックミッション
- トルクコンバータはアルピナ製。プログラムも専用のものを使っている。

ブレーキ
- メーカー：ブレンボ製
- フロント：対向4ポットキャリパー ローター径370×30
- リア：対向2ポットキャリパー ローター径345×24

マフラー
- アクラポビッチ製ステンレスマフラーを装着する。

エアロパーツ
専用フロント&リアスポイラーを装備。効果としては180 km/h時、60%リフトを押さえ、ゼロリフトを維持する。